# Галуни

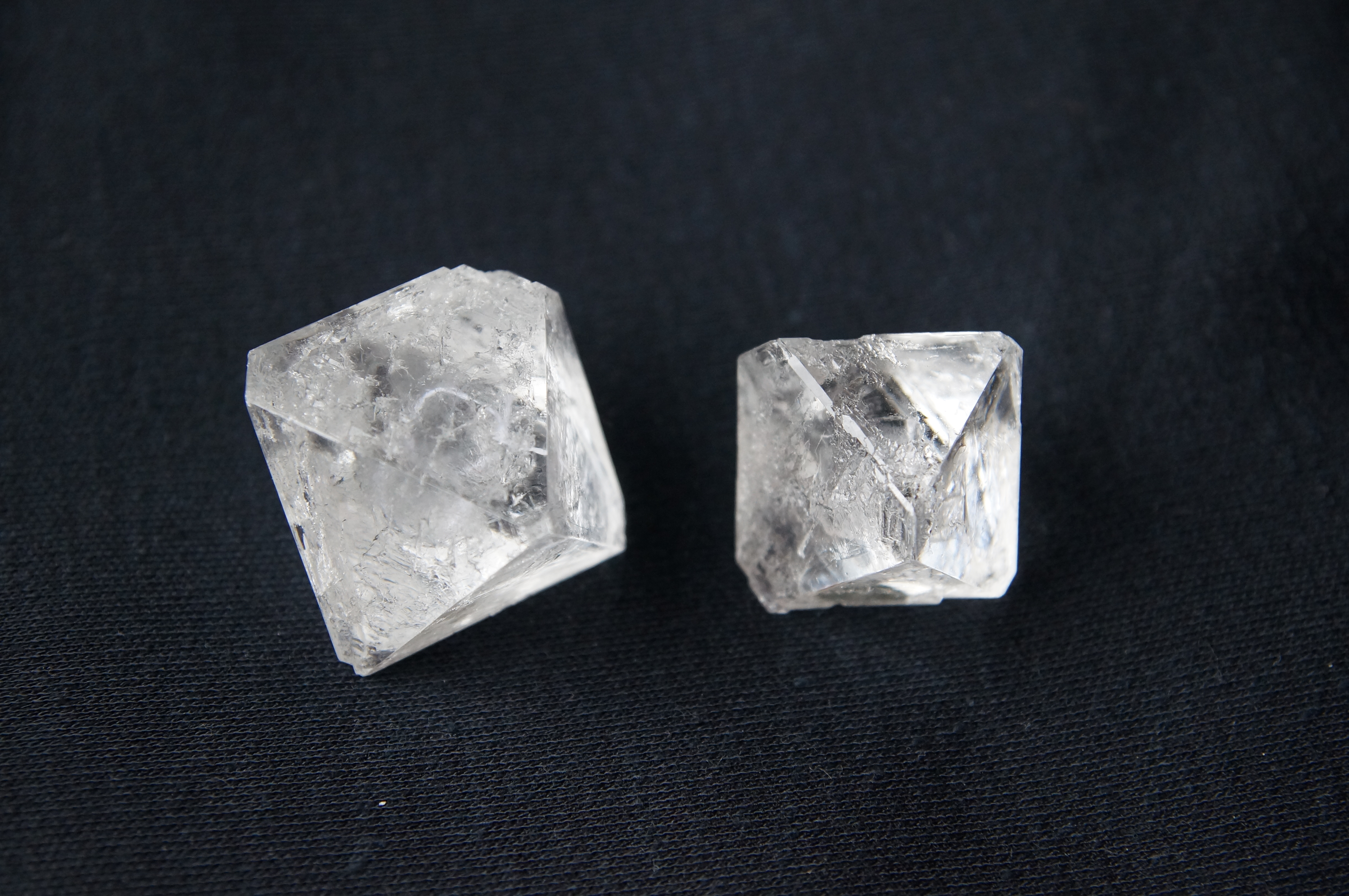
Кристал калієвого галуна

Галуни (квасці) — це тип хімічних сполук, як правило, гідратована подвійна сульфатна сіль алюмінію із загальною формулою XAl(SO
4)
2·12 H
2O, де X є одновалентним катіоном, таким як калій або амоній. Сам по собі термін «галун» часто стосується калієвого галуну з формулою KAl(SO
4)
2·12 H
2O. Інші галуни називаються відповідно до одновалентного іона, наприклад натрієвий галун та амонієвий галун.
Назва «галуни» також використовується, більш загально, для солей з тією ж формулою та структурою, за винятком того, що алюміній замінений іншим іоном тривалентного металу, таким як хромIII, і/або сірку замінено іншим халькогеном, таким як селен. Найбільш поширеними з цих аналогів є хромові галуни KCr(SO
4)
2·12 H
2O.
У більшості галузей промисловості назва «галуни» (або «галуни для виробництва паперу») використовується для позначення сульфату алюмінію, Al
2 (SO
4)
3·n H
2O, який використовується для більшості промислових флокуляцій (змінна n є цілим числом, розмір якого залежить від кількості води, поглиненої галуном). У медицині слово «квасці» також може стосуватися гелю гідроксиду алюмінію, який використовується як допоміжний засіб для вакцин.

## Виробництво
Деякі галуни зустрічаються як мінерали, найважливішим з яких є алуніт. Див. також галуни природні.
Найважливіші галуни — калійні, натрієві та амонійні — отримують промисловим способом. Типові рецепти включають поєднання сульфату алюмінію та сульфатного одновалентного катіона. Сульфат алюмінію зазвичай отримують обробкою сірчаною кислотою таких мінералів, як галуновий сланець, боксит і кріоліт.

## Типи

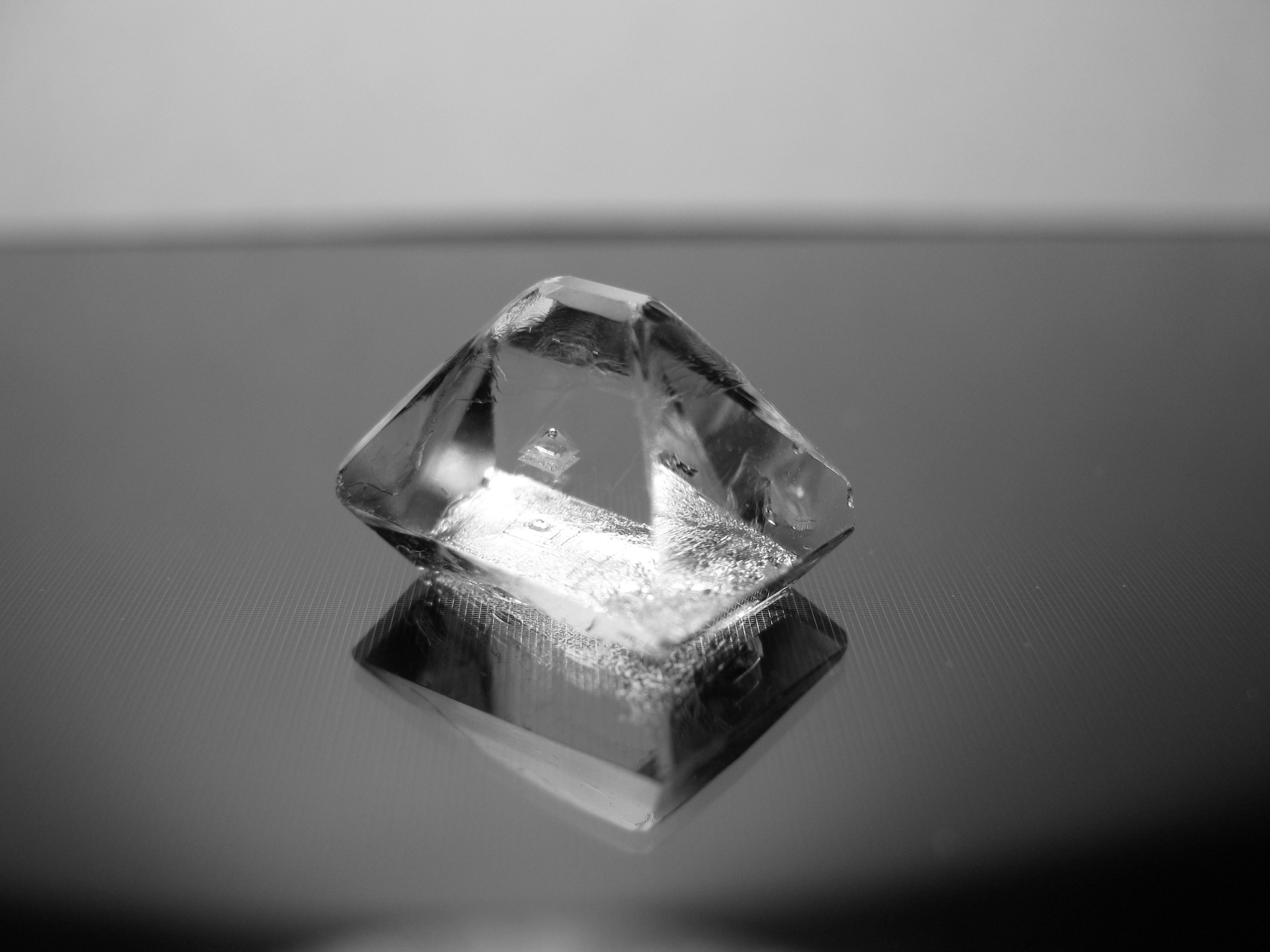
Кристал калієвого галуна.

Галуни на основі алюмінію називаються за одновалентним катіоном. На відміну від інших лужних металів, літій не утворює галун; цей факт пояснюється малим розміром його іона.
Найважливішими галунами є
- Калієвий галун, KAl(SO
4)
2·12 H
2O або просто «галун»
- Натрієвий галун, NaAl(SO
4)
2·12 H
2O, також званий «содовий галун» або «SAS»
- Амонієвий галун, NH
4Al(SO
4)
2·12 H
2O

### Алюмінієві галуни
- NaAl(SO4)2·12 H2O
- KAl(SO4)2·12 H2O
- RbAl(SO4)2·12 H2O
- CsAl(SO4)2·12 H2O
- TlAl(SO4)2·12 H2O
- NH4Al(SO4)2·12 H2O

### Галієві галуни
- KGa(SO4)2·12 H2O
- RbGa(SO4)2·12 H2O
- CsGa(SO4)2·12 H2O
- TlGa(SO4)2·12 H2O
- NH4Ga(SO4)2·12 H2O

### Індієві галуни
- RbIn(SO4)2·12 H2O
- CsIn(SO4)2·12 H2O
- NH4In(SO4)2·12 H2O

### Титанові галуни
- KTi(SO4)2·12 H2O
- RbTi(SO4)2·12 H2O
- CsTi(SO4)2·12 H2O
- NH4Ti(SO4)2·12 H2O

### Ванадієві галуни
- KV(SO4)2·12 H2O
- RbV(SO4)2·12 H2O
- CsV(SO4)2·12 H2O
- NH4V(SO4)2·12 H2O

### Хромові галуни
- NaCr(SO4)2·12 H2O
- KCr(SO4)2·12 H2O
- RbCr(SO4)2·12 H2O
- CsCr(SO4)2·12 H2O
- TlCr(SO4)2·12 H2O
- NH4Cr(SO4)2·12 H2O

### Манганові галуни
- RbMn(SO4)2·12 H2O
- CsMn(SO4)2·12 H2O

### Залізні галуни
- KFe(SO4)2·12 H2O
- RbFe(SO4)2·12 H2O
- CsFe(SO4)2·12 H2O
- TlFe(SO4)2·12 H2O
- NH4Fe(SO4)2·12 H2O

### Кобальтові галуни
- KCo(SO4)2·12 H2O
- RbCo(SO4)2·12 H2O
- CsCo(SO4)2·12 H2O
- NH4Co(SO4)2·12 H2O

### Родієві галуни
- RbRh(SO4)2·12 H2O
- CsRh(SO4)2·12 H2O

### Іридієві галуни
- RbIr(SO4)2·12 H2O
- CsIr(SO4)2·12 H2O

## Хімічні властивості
Галуни на основі алюмінію мають низку загальних хімічних властивостей. Вони розчиняються у воді, мають солодкуватий смак, реагують як кислоти, змінюючи синій лакмус на червоний, і кристалізуються у правильні октаедри. У галуні кожен іон металу оточений шістьма молекулами води. При нагріванні вони розріджуються, а якщо нагрівання продовжувати, то кристалізаційна вода виділяється, сіль піниться і набухає, і нарешті залишається аморфний порошок. Вони терпкі і кислі.

### Кристалічна структура
Галуни кристалізуються в одній із трьох різних кристалічних структур. Ці класи називаються α-, β- і γ-галуни. Про перші рентгенівські кристалічні структури галунів повідомили в 1927 році Джеймс М. Корк і Лоуренс Брегг, і вони були використані для розробки методу відновлення фази ізоморфної заміни.

### Розчинність
Розчинність різних галунів у воді дуже різна, натрієві галуни легко розчиняються у воді, тоді як цезієві та рубідієві галуни розчиняються лише незначно.

## Використання
Галун на основі алюмінію використовувався з давніх часів і все ще важливий для багатьох промислових процесів. Найпоширенішими галунами є калієві. Галуни використовувалися з давнини як флокулянт для освітлення каламутних рідин, як протрава при фарбуванні та дубленні. Його все ще широко використовують у обробці води, медицині, косметиці (у дезодорантах), для приготування їжі (для розпушування та маринування), а також для виробництва вогнетривкого паперу та тканини.
Галуни також використовуються як кровоспинний засіб, у кровоспинних олівцях; як в'яжучий засіб, як дезодорант (антиперспірант), а необроблені мінеральні галуни продаються на індійських базарах саме для цієї мети.
Протягом 19 століття галуни використовувалися разом з іншими речовинами, такими як паризький гіпс, для фальсифікації деяких харчових продуктів, зокрема хліба. Його використовували для того, щоб борошно нижчого сорту виглядало біліше, що дозволяло виробникам витрачати менше білого борошна. Оскільки він утримує воду, це робило хліб важчим, а це означає, що торговці могли б брати за нього більшу плату у своїх магазинах.
Галун використовувався як протрава в традиційному текстилі.
Галуни у формі сульфату калію-алюмінію або сульфату алюмінію-амонію в концентрованій ванні з гарячою водою використовуються ювелірами та слюсарями для розчинення загартованих сталевих свердел, які зламалися в виробах з алюмінію, міді, латуні, золота, срібла і нержавіючої сталі. Це пов'язано з тим, що галун не вступає в значну хімічну реакцію з будь-яким із цих металів, але роз'їдає вуглецеву сталь.

## Споріднені сполуки

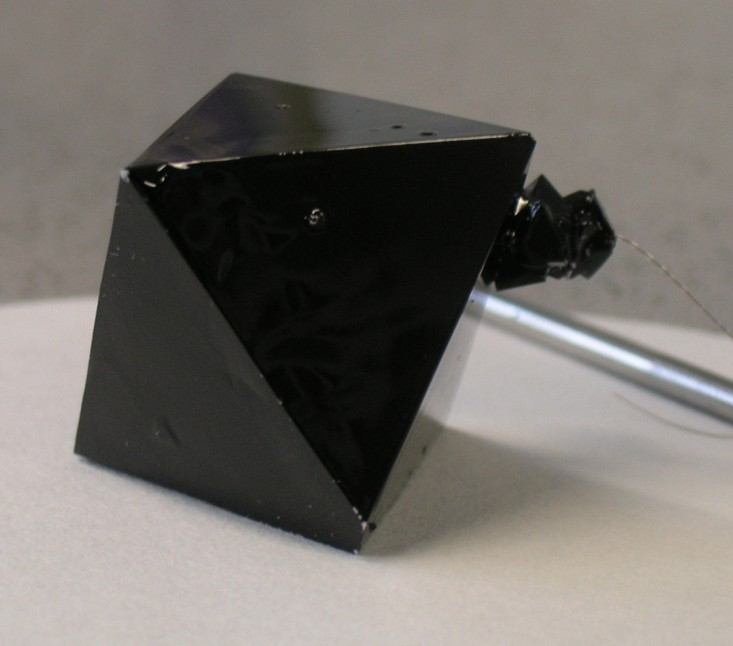
Кристал хромового галуну.

Багато тривалентних металів здатні утворювати галуни. Загальна форма галуну — XY(SO
4)
2·n H
2O, де X — лужний метал або амоній, Y — тривалентний метал, а n часто дорівнює 12. Найважливішим прикладом є хромові галуни, KCr(SO
4)
2·12 H
2O. Темно-фіолетовий кристалічний подвійний сульфат хрому і калію KCr(SO
4)
2·12 H
2O використовувався в дубленні.
Загалом галуни утворюються легше, коли атом лужного металу більший. Це правило вперше було сформульовано Локком у 1902 році, який виявив, що якщо тривалентний метал не утворює цезієвий галун, він також не утворить галун з будь-яким іншим лужним металом або амонієм.

### Галуни, що містять селен
Також відомі селенові або селенатні галуни, які містять селен замість сірки в сульфат-аніоні, утворюючи натомість селенат (SeO2−
4). Вони є сильними окисниками.

### Змішані галуни

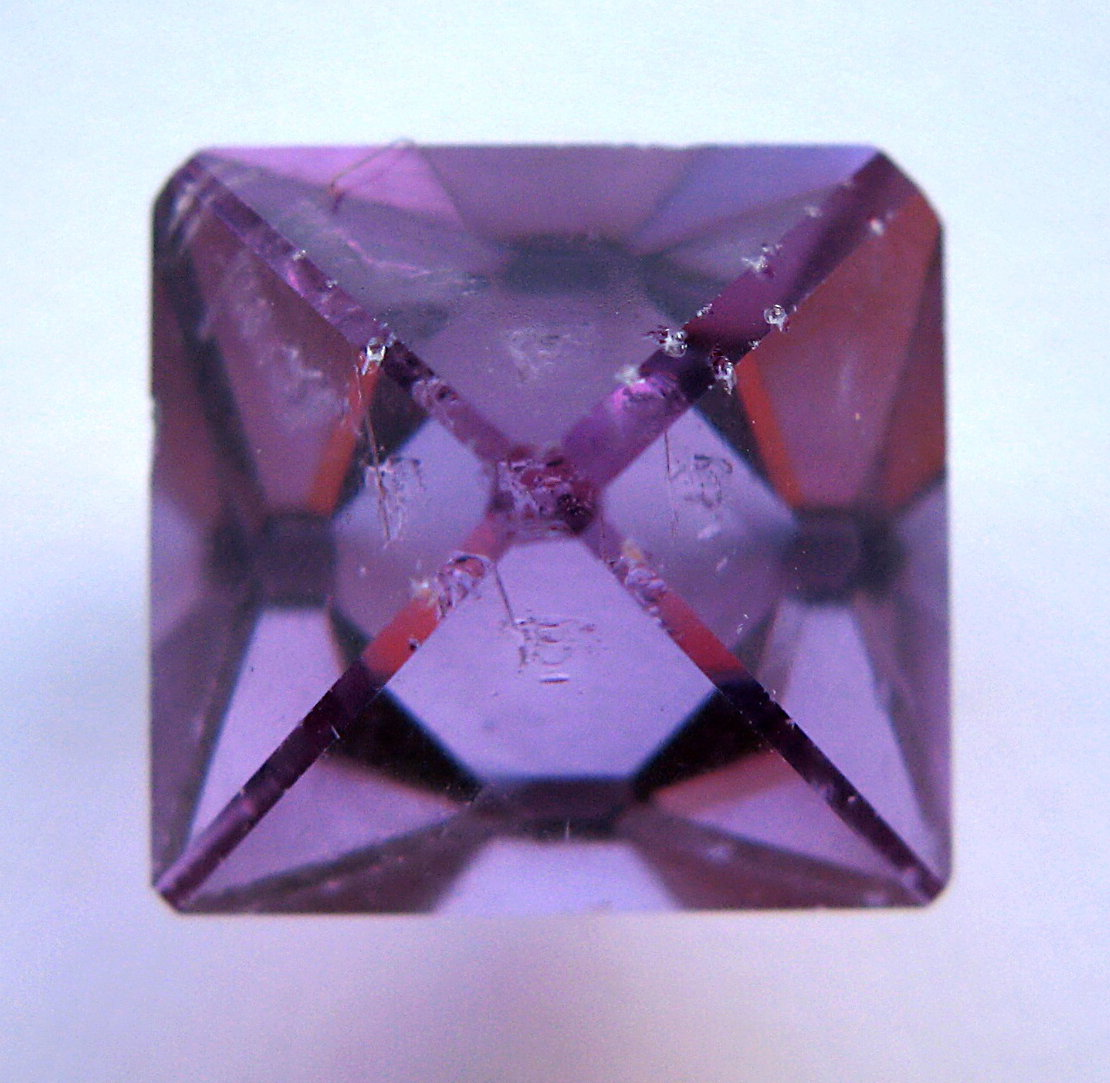
Кристал галуна з невеликою кількістю хромових галунів для додання легкого фіолетового кольору.

У деяких випадках можуть виникати тверді розчини квасців з різними одновалентними і тривалентними катіонами.

### Інші гідрати
Крім галунів, які є додекагідратами, зустрічаються подвійні сульфати і селенати одно- і тривалентних катіонів з іншими ступенями гідратації. Ці матеріали також можуть називатися галунами, включаючи ундекагідрати, такі як мендоцит і калініт, гексагідрати, такі як гуанідинові [CH
6N+
3 ] і диметиламонієві [(CH
3)2NH+
2 ] «галуни», тетрагідрати, такі як голдіхіт, моногідрати, такі як сульфат талію, плутонію, і безводні галуни (явапаїт). Ці класи включають різні, але перекриваючі комбінації іонів.

### Інші подвійні сульфати
Псевдо-галун — це подвійний сульфат типової формули XSO
4·Y
2(SO
4)
3·22 H
2O, де X — іон двовалентного металу, наприклад, кобальту (вупаткіїт), марганцю (апджоніт), магнію (пікінгеріт) або заліза (галотрихіт або пір'яний галун), а Y — іон тривалентного металу.
Також відомі подвійні сульфати із загальною формулою X
2SO
4·Y
2(SO
4)
3·24 H
2O, де X є одновалентним катіоном, таким як натрій, калій, рубідій, цезій, талійI, амоній або (NH+
4), метиламін (CH
3NH+
3), гідроксиламін (HONH+
3) або гідразин (N
2H+
5) і Y є іоном тривалентного металу, такого як алюміній, хром, титан, марганець, ванадій, залізоIII, кобальт, галій, молібден, індій, рутеній, родій або іридій. Зустрічаються також аналогічні селенати. Можливі комбінації одновалентного катіона, тривалентного катіона та аніона, що залежать від розмірів іонів.
Солі Туттона є подвійними сульфатами типової формули X
2SO·
4YSO
4·6H
2O, де X — одновалентний катіон, а Y — іон двовалентного металу.
Подвійні сульфати складу X
2SO
4·2YSO
4, такі, що X є одновалентним катіоном, а Y є іоном двовалентного металу, називаються лангбейнітами за прототипом сульфату калію і магнію.